# برزشچه
برزشچه (به لهستانی:  Berezyszcze) یک روستا در لهستان است که در گمینا چرمخا واقع شده‌است.